# Pere I de Marsan
Pere de Marsan o Pere de Lobaner († 1163) fou vescomte de Marsan i comte de Bigorra de 1129 a 1163. Era el fill de Llop II Aner (Anarius) vescomte de Marsan.
Va fundar la ciutat de Mont-de-Marsan el 1133 i l'abadia de Saint-Jean de la Castelle el 1140. El 7 de febrer de 1148, és citat amb la seva esposa i el seu fill en un acte de donació d'una vil·la que va fer a favor de l'Orde del Temple.
El seu matrimoni amb Beatriu de Bigorra li va aportar el comtat de Bigorra a la mort del seu sogre. Va haver de sotmetre diversos vassalls rebels, entre els quals Ramon Garcia, vescomte de Lavedan, del qual va haver d'assetjar el seu castell. Com que regularment la Bigorra era atacada pels bearnesos, va autoritzar als habitants de Vic de Bigòrra a construir un castell.

## Matrimonis i fills
Es casa amb Beatriu II de Bigorra, comtessa de Bigorra, que va ser la mare de: 
- Cèntul III († 1178), comte de Bigorra i vescomte de Marsan.